# رودريك د. ماكنزي
رودريك د. ماكنزي (بالإنجليزية: Roderick Duncan McKenzie)‏ هو عالم اجتماع أمريكي وكندي، ولد في 3 فبراير 1885 في Carman, Manitoba ‏ في كندا، وتوفي في 6 مايو 1940.